# Discografia di Ty Dolla Sign
La discografia di Ty Dolla Sign, cantautore statunitense, comprende sette album in studio (tre da solista), due EP, nove mixtape e oltre centoventi singoli.

## Album in studio

### Da solista
| Anno                                                                          | Titolo | Posizione massima | Posizione massima | Posizione massima | Posizione massima | Posizione massima | Posizione massima | Posizione massima | Posizione massima | Posizione massima | Certificazioni |
| Anno                                                                          | Titolo | US                | US R&B            | AUS               | BEL               | CAN               | FRA               | IRE               | NZ                | UK                | Certificazioni |
| ----------------------------------------------------------------------------- | --- | ----------------- | ----------------- | ----------------- | ----------------- | ----------------- | ----------------- | ----------------- | ----------------- | ----------------- | -------------- |
| 2015                                                                          | Free TC - Pubblicato: 13 novembre 2015 - Etichetta: Atlantic - Formato: CD, LP, download digitale                           | 14                | 4                 | 87                | 132               | 45                | 159               | —                 | —                 | 93                | - US: Oro      |
| 2017                                                                          | Beach House 3 - Pubblicato: 27 ottobre 2017 - Etichetta: Atlantic - Formato: CD, LP, download digitale                      | 11                | 8                 | 37                | 86                | 45                | 159               | —                 | —                 | 53                | - US: Oro      |
| 2020                                                                          | Featuring Ty Dolla Sign - Pubblicato: 23 ottobre 2020 - Etichetta: Atlantic - Formato: CD, LP, download digitale, streaming | 4                 | 2                 | 52                | 125               | 5                 | 87                | 98                | 28                | 66                |                |
| "—" indica una pubblicazione non classificata o non pubblicata in quel paese. | |                   |                   |                   |                   |                   |                   |                   |                   |                   |                |

### In collaborazione
| Anno                                                                          | Titolo | Posizione massima | Posizione massima | Posizione massima | Posizione massima | Posizione massima | Posizione massima | Posizione massima | Posizione massima | Posizione massima | Certificazioni |
| Anno                                                                          | Titolo | US                | US R&B            | AUS               | BEL               | CAN               | FRA               | IRE               | NZ                | UK                | Certificazioni |
| ----------------------------------------------------------------------------- | --- | ----------------- | ----------------- | ----------------- | ----------------- | ----------------- | ----------------- | ----------------- | ----------------- | ----------------- | -------------- |
| 2018                                                                          | MihTy (con Jeremih) - Pubblicato: 26 ottobre 2018 - Etichetta: Def Jam, Atlantic - Formato: download digitale, streaming        | 60                | 33                | —                 | —                 | 75                | —                 | —                 | —                 | —                 |                |
| 2021                                                                          | Cheers to the Best Memories (con Dvsn) - Pubblicato: 20 agosto 2021 - Etichetta: Warner - Formato: download digitale, streaming | 139               | —                 | —                 | —                 | —                 | —                 | —                 | —                 | —                 |                |
| "—" indica una pubblicazione non classificata o non pubblicata in quel paese. | |                   |                   |                   |                   |                   |                   |                   |                   |                   |                |

## Mixtape
| Anno | Titolo                                                                                                 |
| ---- | --- |
| 2011 | House on the Hill - Pubblicato: 2 maggio 2011 - Formato: download digitale                             |
| 2011 | Back Up Drive Vol. 1 - Pubblicato: 27 agosto 2011 - Formato: download digitale                         |
| 2012 | Back Up Drive Vol. 2 - Pubblicato: 2012 - Formato: download digitale                                   |
| 2012 | Whoop! (con Joe Moses) - Pubblicato: 7 maggio 2012 - Formato: download digitale                        |
| 2012 | Beach House - Pubblicato: 1º ottobre 2012 - Formato: download digitale                                 |
| 2013 | Beach House 2 - Pubblicato: 1º luglio 2013 - Formato: download digitale                                |
| 2014 | $ign Language - Pubblicato: 25 agosto 2014 - Formato: download digitale                                |
| 2015 | Airplane Mode - Pubblicato: 13 ottobre 2015 - Formato: download digitale                               |
| 2016 | Campaign - Pubblicato: 23 settembre 2016 - Etichetta: Atlantic - Formato: download digitale, streaming |

## Extended play
| Anno                                                                          | Titolo | Posizione massima | Posizione massima | Certificazioni |
| Anno                                                                          | Titolo | US                | US R&B            | Certificazioni |
| ----------------------------------------------------------------------------- | --- | ----------------- | ----------------- | -------------- |
| 2014                                                                          | Beach House EP - Pubblicato: 21 gennaio 2014 - Etichetta: Atlantic - Formato: CD, LP, download digitale                          | 51                | 7                 |                |
| 2015                                                                          | Talk About It in the Morning (con Wiz Khalifa) - Pubblicato: 31 marzo 2015 - Etichetta: Taylor Gang - Formato: download digitale | —                 | —                 |                |
| "—" indica una pubblicazione non classificata o non pubblicata in quel paese. | |                   |                   |                |

## Singoli

### Come artista principale
| Anno | Titolo                                                                               | Posizione massima | Posizione massima | Posizione massima | Posizione massima | Posizione massima | Posizione massima | Posizione massima | Posizione massima | Posizione massima | Certificazioni                                                    | Album di provenienza                                   |
| Anno | Titolo                                                                               | US                | US R&B            | US Rap            | AUS               | CAN               | FRA               | IRE               | NZ                | UK                | Certificazioni                                                    | Album di provenienza                                   |
| ---- | ------------------------------------------------------------------------------------ | ----------------- | ----------------- | ----------------- | ----------------- | ----------------- | ----------------- | ----------------- | ----------------- | ----------------- | ----------------------------------------------------------------- | ------------------------------------------------------ |
| 2011 | All Stars (feat. Joe Moses)                                                          | —                 | —                 | —                 | —                 | —                 | —                 | —                 | —                 | —                 |                                                                   | House on the Hill                                      |
| 2011 | F Y'all (con YG)                                                                     | —                 | —                 | —                 | —                 | —                 | —                 | —                 | —                 | —                 |                                                                   | House on the Hill                                      |
| 2013 | My Cabana (feat. Jeezy)                                                              | —                 | —                 | —                 | —                 | —                 | —                 | —                 | —                 | —                 |                                                                   | Beach House 2                                          |
| 2013 | Irie (feat. Wiz Khalifa)                                                             | —                 | —                 | —                 | —                 | —                 | —                 | —                 | —                 | —                 |                                                                   | Beach House 2                                          |
| 2013 | Paranoid (feat. B.o.B)                                                               | 29                | 9                 | —                 | —                 | —                 | —                 | —                 | —                 | —                 | - US: Platino (2) - CAN: Oro                                      | Beach House EP                                         |
| 2014 | Or Nah (feat. Wiz Khalifa, The Weeknd e Mustard)                                     | 48                | 12                | —                 | —                 | 78                | —                 | —                 | —                 | —                 | - US: Platino (6) - CAN: Platino (2) - UK: Platino                | Beach House EP                                         |
| 2014 | Paranoid (Remix) (feat. Trey Songz, French Montana e Mustard)                        | —                 | —                 | —                 | —                 | —                 | —                 | —                 | —                 | —                 |                                                                   | Beach House EP                                         |
| 2014 | Shell Shocked (con Juicy J e Wiz Khalifa)                                            | 84                | 26                | 17                | —                 | —                 | —                 | —                 | —                 | —                 | - US: Platino                                                     | Teenage Mutant Ninja Turtles: The Score                |
| 2014 | Stand For                                                                            | —                 | —                 | —                 | —                 | —                 | —                 | —                 | —                 | —                 |                                                                   | /                                                      |
| 2015 | Drop That Kitty (feat. Charli XCX e Tinashe)                                         | —                 | —                 | —                 | —                 | —                 | 187               | —                 | —                 | —                 |                                                                   | /                                                      |
| 2015 | Only Right (feat. YG, Joe Moses e TeeCee4800)                                        | —                 | —                 | —                 | —                 | —                 | —                 | —                 | —                 | —                 |                                                                   | Free TC                                                |
| 2015 | Blasé (feat. Future e Rae Sremmurd)                                                  | 63                | 20                | 15                | —                 | —                 | —                 | —                 | —                 | —                 | - US: Platino (2) - CAN: Oro                                      | Free TC                                                |
| 2015 | Saved (feat. E-40)                                                                   | 81                | 25                | 16                | —                 | —                 | —                 | —                 | —                 | —                 | - US: Platino - CAN: Oro                                          | Free TC                                                |
| 2016 | Sucker for Pain (con Lil Wayne, Wiz Khalifa, Imagine Dragons, Logic e X Ambassadors) | 15                | 3                 | 1                 | 7                 | 19                | 18                | 18                | 5                 | 11                | - US: Platino (3) - UK: Argento                                   | Free TC                                                |
| 2016 | Campaign (feat. Future)                                                              | —                 | —                 | —                 | —                 | —                 | —                 | —                 | —                 | —                 |                                                                   | Campaign                                               |
| 2016 | No Justice (feat. Big TC)                                                            | —                 | —                 | —                 | —                 | —                 | —                 | —                 | —                 | —                 |                                                                   | Campaign                                               |
| 2016 | Zaddy                                                                                | —                 | —                 | —                 | —                 | —                 | —                 | —                 | —                 | —                 |                                                                   | Campaign                                               |
| 2017 | Love U Better (feat. Lil Wayne e The-Dream)                                          | 112               | —                 | —                 | 97                | —                 | —                 | —                 | —                 | —                 | - US: Oro                                                         | Beach House 3                                          |
| 2017 | So Am I (feat. Damian Marley e Skrillex)                                             | —                 | —                 | —                 | —                 | —                 | —                 | —                 | —                 | —                 |                                                                   | Beach House 3                                          |
| 2017 | Ex (feat. YG)                                                                        | —                 | —                 | —                 | —                 | —                 | —                 | —                 | —                 | —                 | - US: Oro                                                         | Beach House 3                                          |
| 2018 | Pineapple (feat. Gucci Mane e Quavo)                                                 | 118               | —                 | —                 | —                 | 91                | —                 | —                 | —                 | —                 | - US: Oro                                                         | Beach House 3                                          |
| 2018 | OTW (con Khalid e 6lack)                                                             | 57                | 35                | —                 | 27                | 42                | —                 | 57                | 11                | 60                | - US: Platino (2) - AUS: Platino (2) - CAN: Platino (2) - UK: Oro | Suncity                                                |
| 2018 | The Light (con Jeremih)                                                              | —                 | —                 | —                 | —                 | —                 | —                 | —                 | —                 | —                 | - US: Oro                                                         | MihTy                                                  |
| 2018 | Going Thru Some Thangz (con Jeremih)                                                 | —                 | —                 | —                 | —                 | —                 | —                 | —                 | —                 | —                 |                                                                   | MihTy                                                  |
| 2019 | Purple Emoji (feat. J. Cole)                                                         | 111               | —                 | —                 | —                 | —                 | —                 | —                 | —                 | —                 | - US: Oro                                                         | /                                                      |
| 2019 | Look What I've Become (con Mike Posner)                                              | —                 | —                 | —                 | —                 | —                 | —                 | —                 | —                 | —                 |                                                                   | Keep Going                                             |
| 2019 | Two Nights (Part II) Remix (con Lykke Li e Skrillex)                                 | —                 | —                 | —                 | —                 | —                 | —                 | —                 | —                 | —                 |                                                                   | Still Sad Still Sexy                                   |
| 2019 | Hottest in the City                                                                  | —                 | —                 | —                 | —                 | —                 | —                 | —                 | —                 | —                 |                                                                   | /                                                      |
| 2019 | Treehouse (con James Arthur e Shotty Horroh)                                         | —                 | —                 | —                 | —                 | —                 | —                 | —                 | —                 | —                 |                                                                   | You                                                    |
| 2019 | Midnight Hour (con Skrillex e Boys Noize)                                            | —                 | —                 | —                 | —                 | —                 | —                 | —                 | —                 | —                 |                                                                   | /                                                      |
| 2020 | Ego Death (feat. Kanye West, FKA twigs e Skrillex)                                   | 107               | —                 | —                 | 68                | 69                | —                 | 41                | —                 | 34                | - UK: Argento                                                     | Featuring Ty Dolla Sign                                |
| 2020 | Expensive (feat. Nicki Minaj)                                                        | 83                | 27                | —                 | —                 | —                 | —                 | —                 | —                 | —                 |                                                                   | Featuring Ty Dolla Sign                                |
| 2020 | Spicy (feat. Post Malone)                                                            | 53                | 18                | 17                | 68                | 29                | —                 | —                 | —                 | 71                |                                                                   | Featuring Ty Dolla Sign                                |
| 2021 | The Business Part II (con Tiësto)                                                    | —                 | —                 | —                 | —                 | —                 | —                 | —                 | —                 | —                 |                                                                   | /                                                      |
| 2021 | By Yourself (feat. Jhené Aiko e Mustard)                                             | 116               | —                 | —                 | —                 | —                 | —                 | —                 | —                 | —                 |                                                                   | Featuring Ty Dolla Sign                                |
| 2021 | Do You Believe (con Ali Gatie e Marshmello)                                          | —                 | —                 | —                 | —                 | —                 | —                 | —                 | —                 | —                 |                                                                   | The Idea of Her                                        |
| 2021 | I Won (con Jack Harlow e 24kGoldn)                                                   | —                 | —                 | —                 | —                 | —                 | —                 | —                 | —                 | —                 |                                                                   | F9: The Fast Saga (Original Motion Picture Soundtrack) |
| 2021 | Too Much to Ask (con Don Diablo)                                                     | —                 | —                 | —                 | —                 | —                 | —                 | —                 | —                 | —                 |                                                                   | Forever                                                |
| 2021 | I Believed It (con Dvsn e Mac Miller)                                                | —                 | —                 | —                 | —                 | 97                | —                 | —                 | —                 | —                 |                                                                   | Cheers to the Best Memories                            |
| 2021 | Memories (con Dvsn)                                                                  | —                 | —                 | —                 | —                 | —                 | —                 | —                 | —                 | —                 |                                                                   | Cheers to the Best Memories                            |
| 2021 | Late to the Party (con Joyner Lucas)                                                 | —                 | —                 | —                 | —                 | —                 | —                 | —                 | —                 | —                 |                                                                   | /                                                      |
| 2022 | Willing to Trust (con Kid Cudi)                                                      | —                 | —                 | —                 | —                 | —                 | —                 | —                 | —                 | —                 |                                                                   | Entergalactic                                          |
| 2022 | Champions (con Wiz Khalifa)                                                          | —                 | —                 | —                 | —                 | —                 | —                 | —                 | —                 | —                 |                                                                   | Madden NFL 23                                          |
| 2022 | My Friends (con Mustard e Lil Durk)                                                  | —                 | —                 | —                 | —                 | —                 | —                 | —                 | —                 | —                 |                                                                   | /                                                      |
| 2022 | She Know (con Lil Pump)                                                              | —                 | —                 | —                 | —                 | —                 | —                 | —                 | —                 | —                 |                                                                   | Lil Pump 2                                             |
| 2023 | Caught a Body (feat. Alesso)                                                         | —                 | —                 | —                 | —                 | —                 | —                 | —                 | —                 | —                 |                                                                   | /                                                      |
| 2023 | Motion (solo o feat. Chris Brown)                                                    | —                 | —                 | —                 | —                 | —                 | —                 | —                 | —                 | —                 |                                                                   | /                                                      |
| 2025 | Wheels Fall Off (feat. Kanye West)                                                   | —                 | —                 | —                 | —                 | —                 | —                 | —                 | —                 | —                 |                                                                   | /                                                      |

### Come artista ospite
| Anno | Titolo                                                                                      | Posizione massima | Posizione massima | Posizione massima | Posizione massima | Posizione massima | Posizione massima | Posizione massima | Posizione massima | Posizione massima | Certificazioni | Album di provenienza                                            |
| Anno | Titolo                                                                                      | US                | US R&B            | US Rap            | AUS               | CAN               | FRA               | IRE               | NZ                | UK                | Certificazioni | Album di provenienza                                            |
| ---- | ------------------------------------------------------------------------------------------- | ----------------- | ----------------- | ----------------- | ----------------- | ----------------- | ----------------- | ----------------- | ----------------- | ----------------- | --- | --------------------------------------------------------------- |
| 2010 | Toot It and Boot It (YG feat. Ty Dolla Sign)                                                | 67                | 60                | 12                | —                 | —                 | —                 | —                 | —                 | —                 | - US: Platino | The Real 4Fingaz                                                |
| 2011 | Double Dip (Problem feat. Ty Dolla Sign)                                                    | —                 | —                 | —                 | —                 | —                 | —                 | —                 | —                 | —                 | | Hotels                                                          |
| 2011 | Nobody (DJ Quik feat. Suga Free e Ty Dolla Sign)                                            | —                 | —                 | —                 | —                 | —                 | —                 | —                 | —                 | —                 | | The Book of David                                               |
| 2013 | Everything100 (Bone Thugs-n-Harmony feat. Ty Dolla Sign)                                    | —                 | —                 | —                 | —                 | —                 | —                 | —                 | —                 | —                 | | /                                                               |
| 2014 | My Baby (Remix) (Zendaya feat. Ty Dolla Sign, Bobby Brackins e Iamsu!)                      | —                 | —                 | —                 | —                 | —                 | —                 | —                 | —                 | —                 | | /                                                               |
| 2014 | Unfuck You (Lyrica Anderson feat. Ty Dolla Sign)                                            | —                 | —                 | —                 | —                 | —                 | —                 | —                 | —                 | —                 | | King Me 2                                                       |
| 2014 | 9 Lives (Eric Bellinger feat. Too Short e Ty Dolla Sign)                                    | —                 | —                 | —                 | —                 | —                 | —                 | —                 | —                 | —                 | | The Rebirth                                                     |
| 2014 | Down on Me (Mustard feat. Ty Dolla Sign e 2 Chainz)                                         | —                 | —                 | —                 | —                 | —                 | —                 | —                 | —                 | —                 | | 10 Summers                                                      |
| 2014 | Next to It (Lupe Fiasco feat. Ty Dolla Sign)                                                | —                 | —                 | —                 | —                 | —                 | —                 | —                 | —                 | —                 | | /                                                               |
| 2014 | You and Your Friends (Wiz Khalifa feat. Snoop Dogg e Ty Dolla Sign)                         | 82                | 21                | 19                | —                 | —                 | —                 | —                 | —                 | —                 | - US: Oro | Blacc Hollywood                                                 |
| 2014 | Made in China (Victoria Monét feat. Ty Dolla Sign)                                          | —                 | —                 | —                 | —                 | —                 | —                 | —                 | —                 | —                 | | Nightmares & Lullabies: Act I                                   |
| 2014 | My Main (Mila J feat. Ty Dolla Sign)                                                        | —                 | —                 | —                 | —                 | —                 | —                 | —                 | —                 | —                 | | M.I.L.A.                                                        |
| 2014 | Pull Up (Jermaine Dupri feat. Ty Dolla Sign e Migos)                                        | —                 | —                 | —                 | —                 | —                 | —                 | —                 | —                 | —                 | | /                                                               |
| 2015 | Twerk It (Project Pat feat. Wiz Khalifa, Ty Dolla Sign e Wale)                              | —                 | —                 | —                 | —                 | —                 | —                 | —                 | —                 | —                 | | Mista Don't Play 2: Everythangs Money                           |
| 2015 | Do Ya (DaBoyDame feat. Ty Dolla Sign, Adrian Marcel e Eric Bellinger)                       | —                 | —                 | —                 | —                 | —                 | —                 | —                 | —                 | —                 | | /                                                               |
| 2015 | Can't Fade Us (King Los feat. Ty Dolla Sign)                                                | —                 | —                 | —                 | —                 | —                 | —                 | —                 | —                 | —                 | | God Money War                                                   |
| 2015 | 100 (Travis Barker feat. Kid Ink, Ty Dolla Sign, Iamsu! e Tyga)                             | —                 | —                 | —                 | —                 | —                 | —                 | —                 | —                 | —                 | | /                                                               |
| 2015 | I Know How It Feel (Ace Hood feat. Ty Dolla Sign)                                           | —                 | —                 | —                 | —                 | —                 | —                 | —                 | —                 | —                 | | /                                                               |
| 2015 | We Don't (N.O.R.E. feat. Rick Ross, Ty Dolla Sign e City Boy Dee)                           | —                 | —                 | —                 | —                 | —                 | —                 | —                 | —                 | —                 | | /                                                               |
| 2015 | Play No Games (Big Sean feat. Chris Brown e Ty Dolla Sign)                                  | 84                | 28                | 21                | —                 | —                 | —                 | —                 | —                 | —                 | - US: Platino | Dark Sky Paradise                                               |
| 2016 | She Don't (Ella Mai feat. Ty Dolla Sign)                                                    | —                 | —                 | —                 | —                 | —                 | —                 | —                 | —                 | —                 | - US: Oro | Time                                                            |
| 2016 | Work from Home (Fifth Harmony feat. Ty Dolla Sign)                                          | 4                 | —                 | —                 | 3                 | 4                 | 17                | 3                 | 1                 | 2                 | - FRA: Diamante - AUS: Platino (6) - US: Platino (5) - CAN: Platino (5) - UK: Platino (3) - NZ: Platino (2) | 7/27                                                            |
| 2016 | Fade (Kanye West feat. Post Malone e Ty Dolla Sign)                                         | 47                | 12                | —                 | 69                | 37                | 40                | 75                | —                 | 50                | - US: Platino (2) - UK: Oro | The Life of Pablo                                               |
| 2016 | She Just Wanna (Lil Durk feat. Ty Dolla Sign)                                               | —                 | —                 | —                 | —                 | —                 | —                 | —                 | —                 | —                 | | LilDurk2X                                                       |
| 2016 | Bacon (Nick Jonas feat. Ty Dolla Sign)                                                      | 120               | —                 | —                 | —                 | —                 | —                 | —                 | —                 | —                 | | Last Year Was Complicated                                       |
| 2016 | Gone (Afrojack feat. Ty Dolla Sign)                                                         | —                 | —                 | —                 | —                 | —                 | —                 | —                 | —                 | —                 | | /                                                               |
| 2016 | Circles (Pusha T feat. Ty Dolla Sign e Desiigner)                                           | —                 | —                 | —                 | —                 | —                 | —                 | —                 | —                 | —                 | | /                                                               |
| 2016 | 4 Lit (B.o.B feat. T.I. e Ty Dolla Sign)                                                    | —                 | —                 | —                 | —                 | —                 | —                 | —                 | —                 | —                 | | Ether                                                           |
| 2016 | Money Showers (Fat Joe feat. Remy Ma e Ty Dolla Sign)                                       | 110               | 46                | —                 | —                 | —                 | —                 | —                 | —                 | —                 | | Plata o Plomo                                                   |
| 2016 | In My Foreign (The Americanos feat. Ty Dolla Sign, Lil Yachty, Nicky Jam e French Montana)  | —                 | —                 | —                 | —                 | —                 | —                 | —                 | —                 | —                 | | xXx: Return of Xander Cage (Original Motion Picture Soundtrack) |
| 2017 | So Good (Zara Larsson feat. Ty Dolla Sign)                                                  | —                 | —                 | —                 | 59                | —                 | 160               | 91                | —                 | 44                | - AUS: Oro - CAN: Oro | So Good                                                         |
| 2017 | Blessings (Lecrae feat. Ty Dolla Sign)                                                      | 125               | —                 | —                 | —                 | —                 | —                 | —                 | —                 | —                 | - US: Oro | All Things Work Together                                        |
| 2017 | I Think She Like Me (Rick Ross feat. Ty Dolla Sign)                                         | —                 | —                 | —                 | —                 | —                 | —                 | —                 | —                 | —                 | | Rather You Than Me                                              |
| 2017 | Fallen (Sevyn Streeter feat. Ty Dolla Sign)                                                 | —                 | —                 | —                 | —                 | —                 | —                 | —                 | —                 | —                 | | Girl Disrupted                                                  |
| 2017 | Ain't Nothing (Juicy J feat. Wiz Khalifa e Ty Dolla Sign)                                   | 124               | —                 | —                 | —                 | —                 | —                 | —                 | —                 | —                 | | Rubba Band Business                                             |
| 2017 | Swalla (Jason Derulo feat. Nicki Minaj e Ty Dolla Sign)                                     | 29                | —                 | —                 | 17                | 15                | 6                 | 9                 | 7                 | 6                 | - FRA: Diamante - BRZ: Diamante - CAN: Platino (4) - AUS: Platino (3) - ITA: Platino (3) - SPA: Platino (3) - US: Platino (2) - UK: Platino (2) - POR: Platino (2) - BEL: Platino - DEN: Platino - NZ: Platino | Nu King                                                         |
| 2017 | It's a Vibe (2 Chainz feat. Ty Dolla Sign, Trey Songz e Jhené Aiko)                         | 44                | 20                | 13                | —                 | 81                | —                 | —                 | —                 | —                 | - US: Platino (4) - CAN: Platino (3) - UK: Argento | Pretty Girls Like Trap Music                                    |
| 2017 | HOE (LunchMoney Lewis feat. Ty Dolla Sign)                                                  | —                 | —                 | —                 | —                 | —                 | —                 | —                 | —                 | —                 | | /                                                               |
| 2017 | Vitamin D (Ludacris feat. Ty Dolla Sign)                                                    | —                 | —                 | —                 | —                 | —                 | —                 | —                 | —                 | —                 | | /                                                               |
| 2017 | F with You (Kid Ink feat. Ty Dolla Sign)                                                    | —                 | —                 | —                 | —                 | —                 | —                 | —                 | —                 | —                 | | 7 Series                                                        |
| 2017 | Whatever You Need (Meek Mill feat. Chris Brown e Ty Dolla Sign)                             | 51                | 20                | —                 | —                 | —                 | —                 | —                 | —                 | —                 | - US: Platino | Wins & Losses                                                   |
| 2017 | Something New (Wiz Khalifa feat. Ty Dolla Sign)                                             | 92                | 37                | —                 | —                 | 94                | —                 | —                 | —                 | —                 | - US: Platino | Rolling Papers 2                                                |
| 2017 | Say Less (Ashanti feat. Ty Dolla Sign)                                                      | —                 | —                 | —                 | —                 | —                 | —                 | —                 | —                 | —                 | | /                                                               |
| 2017 | Better On Me (Pitbull feat. Ty Dolla Sign)                                                  | —                 | —                 | —                 | —                 | —                 | —                 | —                 | —                 | —                 | | Climate Change                                                  |
| 2018 | Psycho (Post Malone feat. Ty Dolla Sign)                                                    | 1                 | 1                 | 1                 | 1                 | 1                 | 39                | 2                 | 2                 | 4                 | - US: Diamante - CAN: Diamante - AUS: Platino (9) - MEX: Platino (2) - NZ: Platino (2) - UK: Platino (2) - ITA: Platino - NOR: Platino - BEL: Oro - SPA: Oro                                                   | Beerbongs & Bentleys                                            |
| 2018 | Me So Bad (Tinashe feat. Ty Dolla Sign e French Montana)                                    | —                 | —                 | —                 | 108               | —                 | —                 | —                 | —                 | —                 | | Joyride                                                         |
| 2018 | Off Guard (Elvana Gjata feat. Ty Dolla Sign)                                                | —                 | —                 | —                 | —                 | —                 | —                 | —                 | —                 | —                 | | /                                                               |
| 2018 | Trust Me (Bhad Bhabie feat. Ty Dolla Sign)                                                  | —                 | —                 | —                 | —                 | —                 | —                 | —                 | —                 | —                 | | 15                                                              |
| 2018 | Accelerate (Christina Aguilera feat. Ty Dolla Sign e 2 Chainz)                              | —                 | —                 | —                 | —                 | —                 | 157               | —                 | —                 | —                 | | Liberation                                                      |
| 2018 | Ooh Yeah (Fabolous feat. Ty Dolla Sign)                                                     | —                 | —                 | —                 | —                 | —                 | —                 | —                 | —                 | —                 | | Summertime Shootout 3                                           |
| 2018 | Ain't My Girlfriend (Too Short feat. Ty Dolla Sign, Jeremih, French Montana e Joyner Lucas) | —                 | —                 | —                 | —                 | —                 | —                 | —                 | —                 | —                 | | The Pimp Tape                                                   |
| 2018 | Bottled Up (Dinah Jane feat. Ty Dolla Sign e Marc E. Bassy)                                 | —                 | —                 | —                 | —                 | —                 | —                 | —                 | —                 | —                 | | /                                                               |
| 2018 | Girl's Best Friend (2 Chainz feat. Ty Dolla Sign)                                           | —                 | —                 | —                 | —                 | —                 | —                 | —                 | —                 | —                 | | Rap or Go to the League                                         |
| 2019 | Nights like This (Kehlani feat. Ty Dolla Sign)                                              | 67                | 32                | —                 | 41                | 61                | —                 | 27                | 28                | 25                | - US: Platino (3) - UK: Platino - DEN: Oro - POR: Oro | While We Wait                                                   |
| 2019 | Think About Us (Little Mix feat. Ty Dolla Sign)                                             | —                 | —                 | —                 | —                 | —                 | —                 | 36                | —                 | 22                | - BRZ: Platino - UK: Oro | LM5                                                             |
| 2019 | Do You Mean (The Chainsmokers feat. Ty Dolla Sign e Bülow)                                  | —                 | —                 | —                 | —                 | —                 | —                 | —                 | —                 | —                 | | World War Joy                                                   |
| 2019 | Got Me (Dreamville feat. Ari Lennox, Omen, Ty Dolla Sign e Breezy)                          | —                 | —                 | —                 | —                 | —                 | —                 | —                 | —                 | —                 | - US: Oro | Revenge of the Dreamers III                                     |
| 2019 | Receipts (Serpentwithfeet feat. Ty Dolla Sign)                                              | —                 | —                 | —                 | —                 | —                 | —                 | —                 | —                 | —                 | | /                                                               |
| 2019 | Hot Girl Summer (Megan Thee Stallion feat. Nicki Minaj e Ty Dolla Sign)                     | 11                | 7                 | 5                 | 64                | 38                | —                 | 51                | —                 | 40                | - US: Platino (2) - CAN: Platino (2) - UK: Argento | /                                                               |
| 2019 | Malokera (MC Lan, Skrillex e TroyBoi feat. Ty Dolla Sign e Ludmilla)                        | —                 | —                 | —                 | —                 | —                 | —                 | —                 | —                 | —                 | | /                                                               |
| 2019 | Excited (Ant Clemons feat. Ty Dolla Sign)                                                   | —                 | —                 | —                 | —                 | —                 | —                 | —                 | —                 | —                 | | Happy 2 Be Here                                                 |
| 2020 | All I Need (Jacob Collier feat. Mahalia e Ty Dolla Sign)                                    | —                 | —                 | —                 | —                 | —                 | —                 | —                 | —                 | —                 | | Djesse Vol. 3                                                   |
| 2020 | Hit Different (SZA feat. Ty Dolla Sign)                                                     | 29                | 12                | —                 | 84                | 55                | —                 | —                 | —                 | 55                | - US: Platino (2) - UK: Argento | /                                                               |
| 2020 | And You Know That (Warren G feat. Ty Dolla Sign)                                            | —                 | —                 | —                 | —                 | —                 | —                 | —                 | —                 | —                 | | /                                                               |
| 2020 | No Tomorrow (Pt. 2) (Brandy feat. Ty Dolla Sign)                                            | —                 | —                 | —                 | —                 | —                 | —                 | —                 | —                 | —                 | | /                                                               |
| 2020 | Oops (I'm Sorry) (Lost Kings feat. Ty Dolla Sign e Gashi)                                   | —                 | —                 | —                 | —                 | —                 | —                 | —                 | —                 | —                 | | It's Not You, It's Me                                           |
| 2021 | Chosen (Blxst feat. Tyga e Ty Dolla Sign)                                                   | 51                | 11                | 6                 | —                 | 94                | —                 | 76                | 29                | 42                | - US: Platino - AUS: Platino - CAN: Platino - NZ: Platino - UK: Argento | No Love Lost                                                    |
| 2021 | WusYaName (Tyler, the Creator feat. YoungBoy Never Broke Again e Ty Dolla Sign)             | 14                | 6                 | 3                 | 22                | 22                | —                 | 24                | 14                | 25                | - US: Platino - CAN: Oro | Call Me If You Get Lost                                         |
| 2021 | Lifetime (Swedish House Mafia feat. Ty Dolla Sign e 070 Shake)                              | —                 | —                 | —                 | —                 | —                 | —                 | —                 | —                 | —                 | | Paradise Again                                                  |
| 2021 | Only Franz (Sean Paul feat. Ty Dolla Sign)                                                  | —                 | —                 | —                 | —                 | —                 | —                 | —                 | —                 | —                 | | Scorcha                                                         |
| 2021 | Family (David Guetta feat. Bebe Rexha, Ty Dolla Sign e A Boogie wit da Hoodie)              | —                 | —                 | —                 | —                 | —                 | —                 | —                 | —                 | —                 | | /                                                               |
| 2022 | Friends (Monica feat. Ty Dolla Sign)                                                        | —                 | —                 | —                 | —                 | —                 | —                 | —                 | —                 | —                 | | /                                                               |
| 2022 | Vibe Like This (SG Lewis feat. Ty Dolla Sign e Lucky Daye)                                  | —                 | —                 | —                 | —                 | —                 | —                 | —                 | —                 | —                 | | AudioLust & HigherLove                                          |
| 2023 | Feel It Inside (Yung Bleu feat. Ty Dolla Sign)                                              | —                 | —                 | —                 | —                 | —                 | —                 | —                 | —                 | —                 | | Tantra                                                          |
| 2023 | Ring Ring (Chase B feat. Travis Scott, Don Toliver, Quavo e Ty Dolla Sign)                  | —                 | —                 | —                 | —                 | —                 | —                 | —                 | —                 | —                 | | /                                                               |

### Singoli promozionali
| Anno | Titolo                                                          | Album di provenienza |
| ---- | --------------------------------------------------------------- | -------------------- |
| 2015 | When I See Ya (feat. Fetty Wap)                                 | Free TC              |
| 2015 | Solid (feat. Babyface)                                          | Free TC              |
| 2016 | Real Friends (Kanye West feat. Ty Dolla Sign)                   | The Life of Pablo    |
| 2016 | Boom (Major Lazer e MOTi feat. Ty Dolla Sign, WizKid e Kranium) | Peace Is the Mission |
| 2016 | 3 Wayz (feat. Travis Scott)                                     | Campaign             |
| 2016 | Stealing                                                        | Campaign             |
| 2017 | Dawsin's Breek (feat. Jeremih)                                  | Beach House 3        |
| 2017 | Message in a Bottle                                             | Beach House 3        |
| 2018 | Clout (feat. 21 Savage)                                         | Beach House 3        |

## Collaborazioni
| Anno | Titolo                                                                                               | Album di provenienza                       |
| ---- | --- | ------------------------------------------ |
| 2007 | U (Black Milk feat. Ty Dolla Sign e Kory)                                                            | Popular Demand                             |
| 2010 | Take Over the World (Kid Ink feat. Ty Dolla Sign)                                                    | Crash Landing                              |
| 2010 | Heels & Dresses (The Game feat. Ty Dolla Sign e X.O.)                                                | Break Lights                               |
| 2011 | Reminiscence (Mann feat. Ty Dolla Sign)                                                              | Mann's World                               |
| 2011 | Love (Terrace Martin feat. Ty Dolla Sign)                                                            | Locke High 2                               |
| 2011 | Neva Gon Leave (Kid Ink feat. Ty Dolla Sign)                                                         | Daydreamer                                 |
| 2012 | The Return (Pac Div feat. Ty Dolla Sign)                                                             | GMB                                        |
| 2012 | Go So Deep (YG feat. PC e Ty Dolla Sign)                                                             | 4 Hunnid Degreez                           |
| 2012 | She Don't Love Me (YG feat. Ty Dolla Sign)                                                           | 4 Hunnid Degreez                           |
| 2013 | Cookies & OG (Mann feat. Ty Dolla Sign)                                                              | The LISA EP                                |
| 2013 | Chose (Joe Moses feat. Ty Dolla Sign e E-40)                                                         | From Nothing to Something                  |
| 2013 | She a Freak (Joe Moses feat. Ty Dolla Sign)                                                          | From Nothing to Something                  |
| 2013 | Love Jones (YG feat. Ty Dolla Sign)                                                                  | Just Re'd Up 2                             |
| 2013 | I'll Do Ya (YG feat. Ty Dolla Sign)                                                                  | Just Re'd Up 2                             |
| 2013 | 4Gs (Mustard feat. TC4800, E-40, C Hood e Ty Dolla Sign)                                             | Ketchup                                    |
| 2013 | Put This Thang on Ya (Mustard feat. Ty Dolla Sign)                                                   | Ketchup                                    |
| 2013 | Fuck That N*gga (Mustard feat. Teeflii, Costantine, Ty Dolla Sign e Tory Lanez)                      | Ketchup                                    |
| 2013 | Paranoid (Mustard feat. Joe Moses e Ty Dolla Sign)                                                   | Ketchup                                    |
| 2013 | Pushin' (Chanel West Coast feat. Ty Dolla Sign)                                                      | Now You Know                               |
| 2013 | You're the One (Terrace Martin feat. Ty Dolla Sign)                                                  | 3ChordFold                                 |
| 2013 | Another Bitch (Mistah F.A.B. feat. Ty Dolla Sign)                                                    | Hella Ratchet                              |
| 2013 | Same Hoe (The Game feat. Nipsey Hussle e Ty Dolla Sign)                                              | OKE                                        |
| 2013 | Don't Judge Me (Snow Tha Product feat. Ty Dolla Sign)                                                | Good Nights & Bad Mornings 2: The Hangover |
| 2013 | Mosh Pit (Tinie Tempah feat. Dizzee Rascal e Ty Dolla Sign)                                          | Demonstration                              |
| 2013 | Chitty Bang (E-40 feat. Juicy J e Ty Dolla Sign)                                                     | The Block Brochure: Welcome to the Soil 4  |
| 2014 | Sorry Momma (YG feat. Ty Dolla Sign)                                                                 | My Krazy Life                              |
| 2014 | It's My Party (con Icona Pop)                                                                        | /                                          |
| 2014 | Banger (Wiz Khalifa feat. Ty Dolla Sign)                                                             | 28 Grams                                   |
| 2014 | Dead Wrong (Trey Songz feat. Ty Dolla Sign)                                                          | Trigga                                     |
| 2014 | Drunk AF (B.o.B feat. Ty Dolla Sign)                                                                 | No Genre Pt. 2                             |
| 2014 | Don't Tell 'Em (Remix) (con Jeremih e French Montana)                                                | /                                          |
| 2015 | Nothin' Like Me (Chris Brown e Tyga feat. Ty Dolla Sign)                                             | Fan of a Fan: The Album                    |
| 2015 | Do Betta (Troy Ave feat. Ty Dolla Sign)                                                              | Major Without a Deal                       |
| 2015 | Loving You (Trey Songz feat. Ty Dolla Sign)                                                          | Trigga Reloaded                            |
| 2015 | Watch Out (con Fredo Santana e Que)                                                                  | Ain't No Money Like Trap Money             |
| 2015 | The Other Side (Chinx feat. Ty Dolla Sign)                                                           | Welcome to JFK                             |
| 2015 | Tryna Fuck (con Juicy J e Drake                                                                      | /                                          |
| 2015 | Go Hard or Go Home Pt. 2 (con Wiz Khalifa, Trey Songz e French Montana)                              | /                                          |
| 2015 | Up in the Wall (The Game feat. Problem, Ty Dolla Sign e YG)                                          | The Documentary 2                          |
| 2015 | My Flag / Da Homies (The Game feat. Ty Dolla Sign, Jay305, AD, Mitchy Slick, Joe Moses, RJ e Skerme) | The Documentary 2                          |
| 2015 | Routine Rouge (con Rich the Kid e PartyNextDoor)                                                     | /                                          |
| 2015 | Boom (Major Lazer feat. MOTi, Ty Dolla Sign, Wizkid e Kranium)                                       | Peace Is the Mission                       |
| 2015 | You Could Be My Lover (Sean Combs feat. Ty Dolla Sign)                                               | MMM                                        |
| 2015 | Anything Goes (R. Kelly feat. Ty Dolla Sign)                                                         | The Buffet                                 |
| 2016 | Jam (Kevin Gates feat. Trey Songz, Jamie Foxx e Ty Dolla Sign)                                       | Islah                                      |
| 2016 | Lit (Wiz Khalifa feat. Ty Dolla Sign)                                                                | Khalifa                                    |
| 2016 | I Love You (ASAP Ferg feat. Chris Brown e Ty Dolla Sign)                                             | Always Strive and Prosper                  |
| 2016 | Gangster (con PJ)                                                                                    | Rare                                       |
| 2016 | Cinderella (Mac Miller feat. Ty Dolla Sign)                                                          | The Divine Feminine                        |
| 2016 | Been a Long Time (Mustard feat. YG e Ty Dolla Sign)                                                  | Cold Summer                                |
| 2016 | Lil Baby (Mustard feat. Ty Dolla Sign)                                                               | Cold Summer                                |
| 2016 | What These Bitches Want (Mustard feat. Meek Mill, Nipsey Hussle e Ty Dolla Sign)                     | Cold Summer                                |
| 2016 | Lil Baby (2 Chainz feat. Ty Dolla Sign)                                                              | Hibachi for Lunch                          |
| 2016 | Outkast (Belly feat. Ty Dolla Sign)                                                                  | Inzombia                                   |
| 2017 | Hanging Up My Jersey (PnB Rock feat Ty Dolla Sign)                                                   | GTTM: Going Thru the Motion                |
| 2017 | Leave Me Alone (con Berner, Wiz Khalifa e Styles P)                                                  | Vibes                                      |
| 2017 | NGL (Lupe Fiasco feat. Ty Dolla Sign)                                                                | Drogas Light                               |
| 2017 | Kill (Lupe Fiasco feat. Ty Dolla Sign e Victoria Monét)                                              | Drogas Light                               |
| 2017 | Bad Bitch (Bebe Rexha feat. Ty Dolla Sign)                                                           | All Your Fault: Pt. 1                      |
| 2017 | Infinite Stripes (Cashmere Cat feat. Ty Dolla Sign)                                                  | 9                                          |
| 2017 | Anything You Want (Sevyn Streeter feat. Ty Dolla Sign, Jeremih e Wiz Khalifa)                        | Girl Disrupted                             |
| 2017 | One for Me (Wizkid feat. Ty Dolla Sign)                                                              | Sounds from the Other Side                 |
| 2017 | Dirty Wine (Wizkid feat. Ty Dolla Sign)                                                              | Sounds from the Other Side                 |
| 2017 | 2 Fine (T-Pain feat. Ty Dolla Sign)                                                                  | Oblivion                                   |
| 2017 | We Could Be Free (Vic Mensa feat. Ty Dolla Sign)                                                     | The Autobiography                          |
| 2017 | Go Get Sum Mo (Young Dolph feat. Gucci Mane, 2 Chainz e Ty Dolla Sign)                               | Thinking Out Loud                          |
| 2017 | Only 4 Me (Chris Brown feat. Ty Dolla Sign e Verse Simmond)                                          | Heartbreak on a Full Moon                  |
| 2018 | White Sand (Migos feat. Travis Scott, Ty Dolla Sign e Big Sean)                                      | Culture II                                 |
| 2018 | Breather (Lil Durk feat. Ty Dolla Sign e PartyNextDoor)                                              | Just Cause Y'all Waited                    |
| 2018 | 100 Grand (Lil Durk feat. A Boogie wit da Hoodie e Ty Dolla Sign)                                    | Signed to the Streets 3                    |
| 2018 | Take It Away (RL Grime feat. Ty Dolla Sign e TK Kravitz)                                             | Nova                                       |
| 2018 | The Other Side (con Max Schneider)                                                                   | The Greatest Showman Reimagined            |
| 2018 | Scared of the Dark (con Lil Wayne e XXXTentacion)                                                    | Spider-Man: Into the Spider-Verse          |
| 2018 | Thugz Mansion (Mozzy feat. Ty Dolla Sign e YG)                                                       | Gandland Landlord                          |
| 2018 | The Distance (Mariah Carey feat. Ty Dolla Sign)                                                      | Caution                                    |
| 2019 | Benz Boys (Curren$y e Wiz Khalifa feat. Ty Dolla Sign)                                               | 2009                                       |
| 2019 | Lies (Schoolboy Q feat. Ty Dolla Sign e YG)                                                          | Crash Talk                                 |
| 2019 | 4Play (con Jeezy)                                                                                    | TM104: The Legend of the Snowman           |
| 2019 | Everything We Need (Kanye West feat. Ty Dolla Sign e Ant Clemons)                                    | Jesus Is King                              |
| 2019 | Surface (Mustard feat. Ty Dolla Sign e Ella Mai)                                                     | Perfect Ten                                |
| 2019 | Best Friend (Jason Derulo feat. Ty Dolla Sign)                                                       | 2 Sides (Side 1)                           |
| 2019 | Bacc Seat (Roddy Ricch feat. Ty Dolla Sign)                                                          | Please Excuse Me for Being Antisocial      |
| 2020 | Like That (Yo Gotti feat. A Boogie wit da Hoodie e Ty Dolla Sign)                                    | Untrapped                                  |
| 2020 | NYB (Need Your Best) (Jadakiss feat. Ty Dolla Sign)                                                  | Ignatius                                   |
| 2020 | Y U Mad (Wiz Khalifa feat. Ty Dolla Sign, Megan Thee Stallion e Mustard)                             | The Saga of Wiz Khalifa                    |
| 2020 | Don't Stop (Lil Keed feat. Ty Dolla Sign)                                                            | Trapped on Cleveland 3                     |
| 2020 | Body Language (Big Sean feat. Ty Dolla Sign e Jhené Aiko)                                            | Detroit 2                                  |
| 2020 | Surgery (YG feat. Gunna e Ty Dolla Sign)                                                             | My Life 4Hunnid                            |
| 2020 | Head Down (con Berner e B-Real)                                                                      | Los Meros                                  |
| 2020 | On the Wall (con Berner e B-Real)                                                                    | Los Meros                                  |
| 2020 | Safety Net (Ariana Grande feat. Ty Doll Sign)                                                        | Positions                                  |
| 2020 | Can't Go for That (2 Chainz feat. Ty Dolla Sign e Lil Duval)                                         | So Help Me God!                            |
| 2020 | She Gone Pop It (Juicy J feat. Megan Thee Stallion e Ty Dolla Sign)                                  | The Hustle Continues                       |
| 2020 | Favorite Beach (Eminem feat. Ty Dolla Sign)                                                          | Music to Be Murdered By                    |
| 2021 | Still (Family) (con YBN Nahmir)                                                                      | Visionland                                 |
| 2021 | Only Fanz (Sean Paul feat. Ty Dolla Sign)                                                            | Scorcha                                    |
| 2021 | Junya, Pt. 2 (Kanye West feat. Ty Dolla Sign e Playboi Carti)                                        | Donda                                      |
| 2021 | Get Along Better (Drake feat. Ty Dolla Sign)                                                         | Certified Lover Boy                        |
| 2021 | Striptease (con French Montana e Latto)                                                              | They Got Amnesia                           |
| 2021 | Slow It Down (Roddy Ricch feat. Ty Dolla Sign e Alex Isley)                                          | Live Life Fast                             |
| 2022 | No Drama (con Rauw Alejandro)                                                                        | Trap Cake, Vol. 2                          |
| 2022 | Gimme Your Number (Anitta feat. Ty Dolla Sign)                                                       | Versions of Me                             |
| 2022 | Change the Game (The Game feat. Ty Dolla Sign)                                                       | Drillmatic - Heart vs. Mind                |
| 2022 | Splash (John Legend feat. Ty Dolla Sign e Jhené Aiko)                                                | Legend                                     |
| 2022 | Can't Shake Her (con Kid Cudi)                                                                       | Entergalactic                              |
| 2022 | #1 Freak (Roddy Ricch feat. Ty Dolla Sign)                                                           | Feed Tha Street III                        |
| 2023 | She Know (Lil Pump feat. Ty Dolla Sign)                                                              | Lil Pump 2                                 |
| 2023 | Waterfalls (con Yung Bleu)                                                                           | Love Scars II                              |
| 2023 | Mind Your Business (con Diddy e Kehlani)                                                             | The Love Album: Off the Grid               |
| 2023 | Reachin' (con Diddy e Coco Jones)                                                                    | The Love Album: Off the Grid               |
| 2024 | Gracious (con Future e Metro Boomin)                                                                 | We Still Don't Trust You                   |
| 2024 | A Song for Mom (Mustard feat. Ty Dolla Sign, Charlie Wilson e Masego)                                | Faith of a Mustard Seed                    |
| 2024 | Mines (Mustard feat. Ty Dolla Sign, Future e Charlie Wilson)                                         | Faith of a Mustard Seed                    |
| 2024 | Mayday (Jay Park feat. Ty Dolla Sign)                                                                | The One You Wanted                         |

## Autore e compositore per altri artisti
| Anno | Titolo                                                    | Album di provenienza     |
| ---- | --------------------------------------------------------- | ------------------------ |
| 2012 | Steal My Breath Away (di Tulisa Contostavlos)             | The Female Boss          |
| 2012 | Kill Me Tonight (di Tulisa Contostavlos)                  | The Female Boss          |
| 2013 | Loyal (di Chris Brown feat. Lil Wayne e Tyga)             | X                        |
| 2013 | HeadBand (di B.o.B feat. 2 Chainz)                        | Underground Luxury       |
| 2014 | Post to Be (di Omarion feat. Chris Brown e Jhené Aiko)    | Sex Playlist             |
| 2014 | It Ain't You (di Jordin Sparks)                           | Right Here, Right Now    |
| 2014 | Keep Doin' That (di Rick Ross feat. R. Kelly)             | Hood Billionaire         |
| 2015 | FourFiveSeconds (di Rihanna, Kanye West e Paul McCartney) | /                        |
| 2018 | 3Way (di Teyana Taylor)                                   | K.T.S.E.                 |
| 2018 | All Mine (di Kanye West)                                  | Ye                       |
| 2018 | Violent Crimes (di Kanye West)                            | Ye                       |
| 2018 | Chances All (di Koda Kumi)                                | DNA                      |
| 2018 | Switch (di 6lack)                                         | East Atlanta Love Letter |
| 2018 | Boss (di Beyoncé e Jay-Z come The Carters)                | Everything Is Love       |
| 2020 | Single Again (di Big Sean)                                | Detroit 2                |
| 2023 | NRH (di 6lack)                                            | Since I Have a Lover     |